# Wiązownica (województwo podkarpackie)

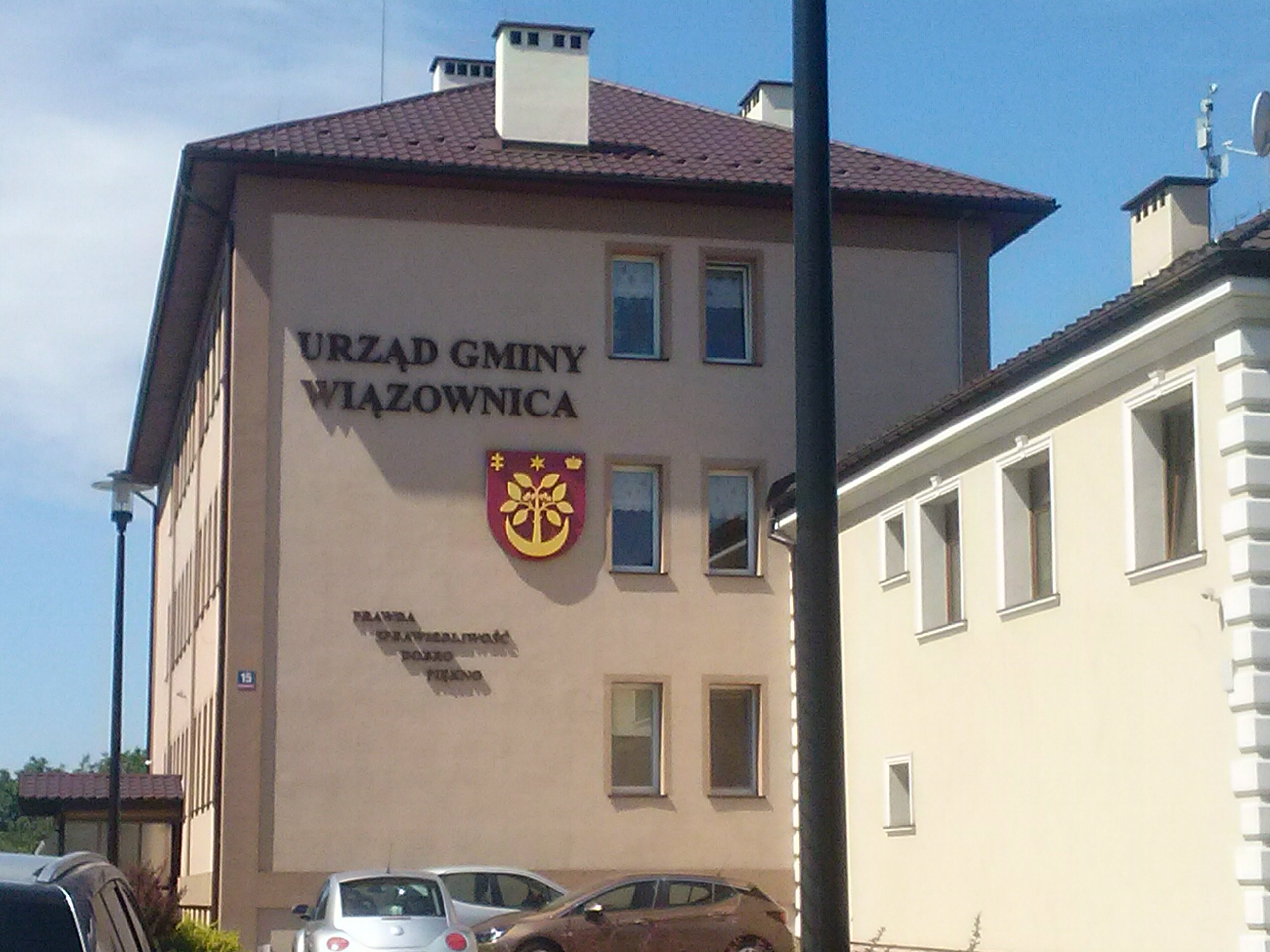
Urząd Gminy Wiązownica

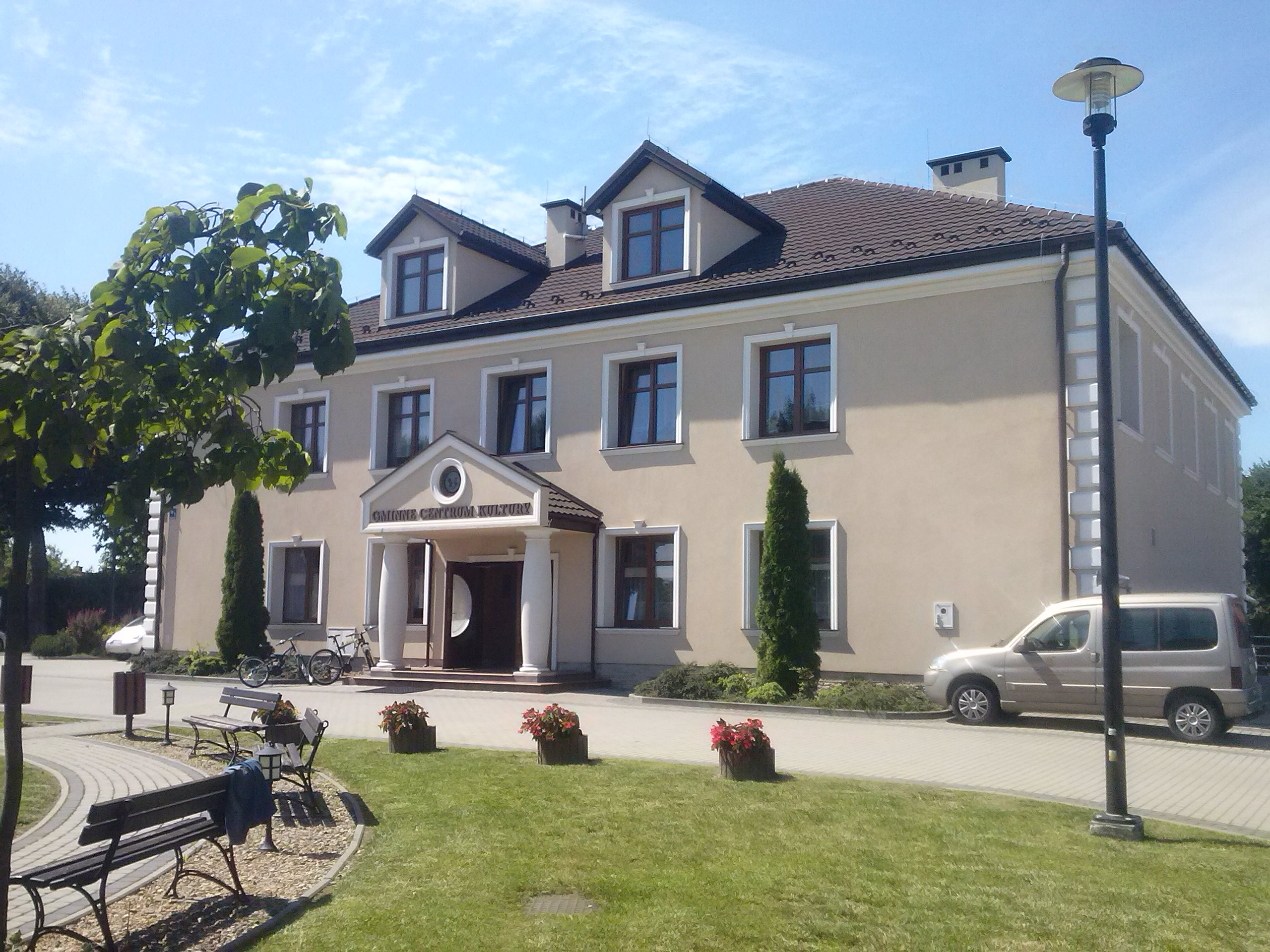
Gminne Centrum Kultury

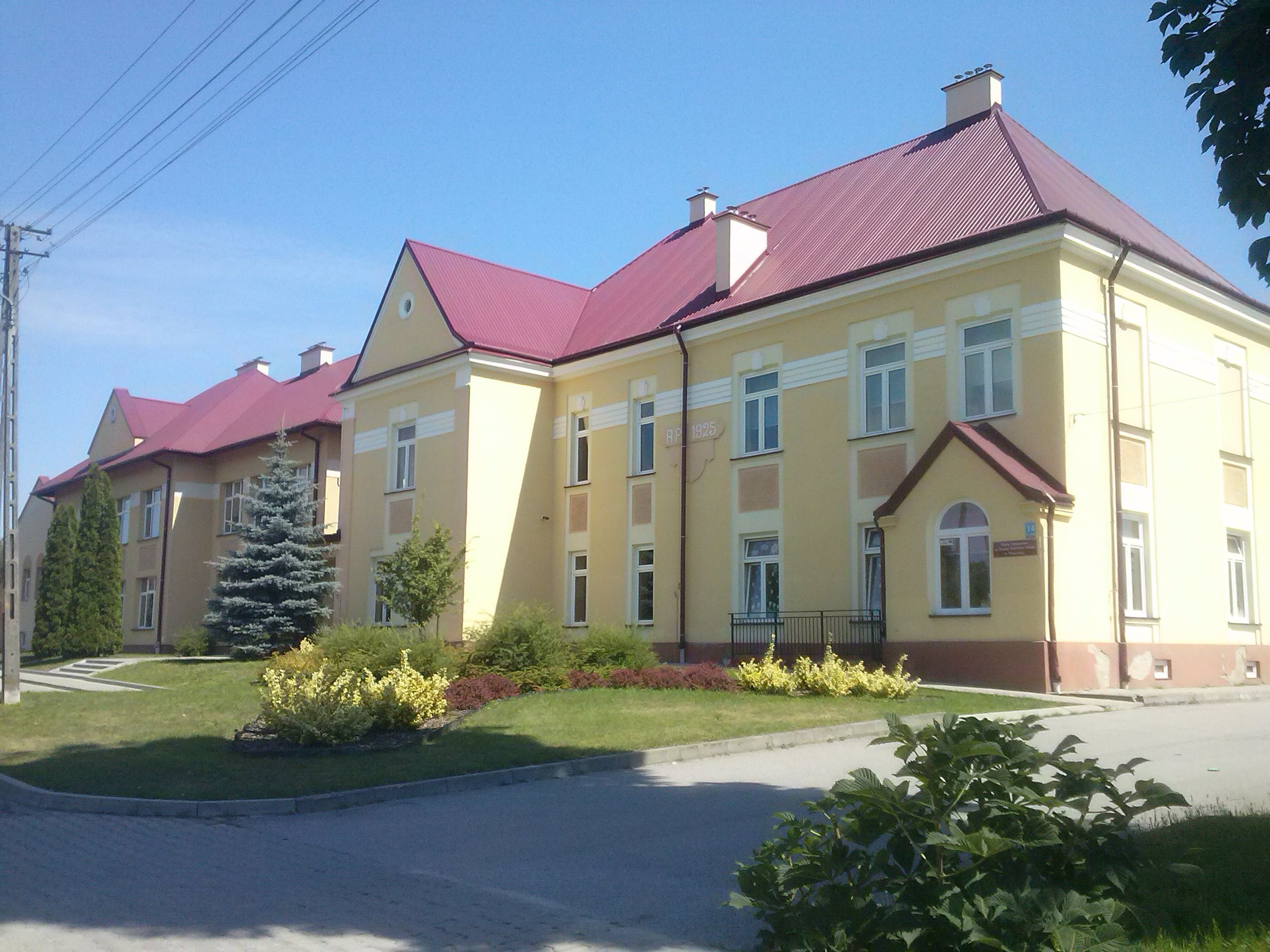
Szkoła podstawowa im. Sługi Bożego ks. Stanisława Sudoła w Wiązownicy

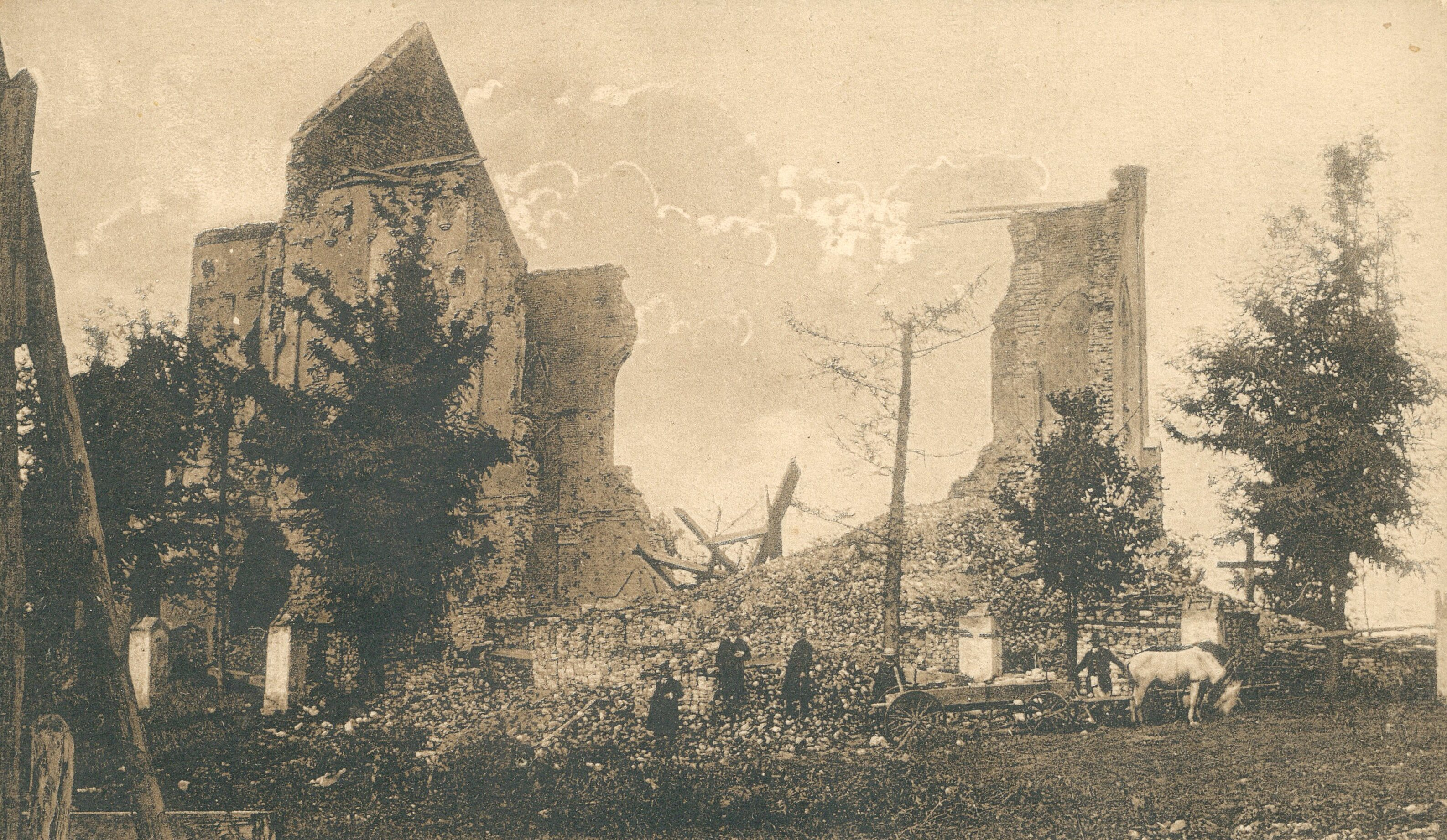
Zniszczony kościół, około 1915

Wiązownica – wieś w Polsce, położona w województwie podkarpackim, w powiecie jarosławskim, w gminie Wiązownica, na pograniczu Doliny Dolnego Sanu i Płaskowyżu Tarnogrodzkiego.
Prywatna wieś szlachecka, położona w województwie ruskim, w 1739 roku należała wraz z folwarkiem do klucza Jarosław Lubomirskich. W latach 1975–1998 miejscowość należała administracyjnie do województwa przemyskiego.
Przez miejscowość przebiega droga wojewódzka nr 870.
Miejscowość jest siedzibą gminy Wiązownica, powiatu jarosławskiego.

## Integralne części wsi
| SIMC    | Nazwa      | Rodzaj     |
| ------- | ---------- | ---------- |
| 0612915 | Bednarowo  | część wsi  |
| 0612921 | Dół        | część wsi  |
| 0612938 | Góra       | część wsi  |
| 0612950 | Pod Piwodą | przysiółek |
| 0612944 | Zadworze   | część wsi  |

## Historia
Wiązownica była już wzmiankowana w regestrach poborowych, które zapisali poborcy podatkowi ziemi przemyskiej, w 1515 roku jako Vyazownycza (wieś posiadała 8 łanów gruntów rolnych), 1589 roku jako Więzownicza, 1628, 1651, 1658. Wieś położona w powiecie przemyskim, była własnością Mikołaja Wiktoryna Grudzińskiego, została spustoszona w czasie najazdu tatarskiego w 1672 roku. W 1674 roku wieś liczyła 42 domy.
W 1897 roku wybrano zwierzchność gminną, której naczelnikiem został Stanisław Naspiński. Wieś liczyła 262 domy i 1495 mieszkańców.
17 kwietnia 1945 roku kureń UPA, pod dowództwem Iwana Szpontaka, dokonał ataku na Wiązownicę. Doszło do walki z oddziałem wojska i samoobrony ludności zorganizowanej przez proboszcza ks. Józefa Misia, w decydującym momencie Wiązownicę od zniszczenia uratował oddział partyzancki NOW Bronisława Gliniaka ps. "Radwan". Mimo tego, spalono ponad połowę wsi (ponad 100 domów) i zamordowano około 100 osób narodowości polskiej.
6 października 2013 r. na frontonie kościoła parafialnego w Wiązownicy odsłonięto tablicę upamiętniającą mieszkańców wsi, pomordowanych w czasie napadu UPA.

## Oświata
Początki szkolnictwa w Wiązownicy, są datowane na początek XIX wieku, gdy na jakiś czas przed 1830 rokiem, powstała szkoła parafialna przy miejscowej cerkwi (Schola parochialis).
Następna szkoła parafialna polska powstała w 1843 roku, którą założył ks. Emil Bandrowski (komendariusz-expozyt w Wiązownicy), w szkole tej uczyli miejscowi organiści. W 1868 roku szkoła ta została zmieniona na szkołę trywialną, a w latach 1873–1874 szkoła ludowa. W latach 1874–1886 szkoła była 1-klasowa, a od 1886 szkoła była 2-klasowa. W latach 1921–1925 zbudowano nowy murowany budynek szkolny. W czasie okupacji wprowadzono osobne, oddziały klasowe (I–IV) dla Ukraińców. W 1966 roku szkoła stała się 8-klasowa. W 1969 roku oddano do użytku dobudowaną nową część szkoły i salę gimnastyczną. 27 sierpnia 1973 roku została powołana zbiorcza szkoła gminna w Wiązownicy, w której skład wchodziły wszystkie szkoły z terenu gminy. W 1974 roku szkoła otrzymała imię porucznika MO Józefa Kosika.
W 1999 roku na mocy reformy oświaty zorganizowano 6-letnią szkołę podstawową i 3-letnie gimnazjum. W 2005 roku oddano do użytku halę sportową, a w 2007 roku nowy budynek gimnazjum. W 2008 roku utworzono Zespół Szkół w Wiązownicy. 28 maja 2014 roku nadano szkole podstawowej i gimnazjum imię Sługi Bożego ks. Stanisława Sudoła. W 2017 roku na mocy reformy oświaty przywrócono 8-letnią szkołę podstawową.

## Sport
W miejscowości, od 1979 roku, działa klub piłki nożnej, KS Wiązownica, w latach 2020–2021 i od 2022 występujący na poziomie III ligi (najwyższym w historii w XXI wieku).

## Ludzie związani z Wiązownicą
- Michał Stępak (1881–1948) – wójt gminy Wiązownica, polityk i działacz społeczny, poseł na Sejm III kadencji w II RP z ramienia Stronnictwa Narodowego[19].
- Hieronim Eugeniusz Wyczawski (1918–1993) – polski bernardyn, historyk Kościoła, profesor zwyczajny Akademii Teologii Katolickiej w Warszawie.
- Aniela Gliniak pd. Nela (1919–2000) – działaczka NOW – AK, więziona przez Niemców w KL Auschwitz oraz trzykrotnie przez władze komunistyczne, współpracownica Fundacji „Archiwum Pomorskie Armii Krajowej”[20].
- Weronika Budny (ur. 1941) – polska narciarka-biegaczka, trzykrotna olimpijka igrzysk w Innsbrucku 1964, Grenoble 1968 i Sapporo 1972.
- Mieczysław Golba (ur. 1966) – polski polityk, poseł na Sejm V, VI i VII kadencji, senator IX i X kadencji, od 2016 prezes Podkarpackiego Związku Piłki Nożnej, od 2021 wiceprezes Polskiego Związku Piłki Nożnej ds. zagranicznych.

## Zobacz
- Wiązownica (gromada w województwie rzeszowskim)
- Wiązownica Duża, Wiązownica Mała, Wiązownica-Kolonia
- Zbrodnia w Wiązownicy